# 인헌무공훈장
인헌무공훈장은 대한민국의 5번째 등급 무공훈장이다. 전투에 참가하여 용감하게 분투 노력하여 부여된 임무정도 이상의 능력을 발휘 그 공적이 뚜렷한 유공자에게 수여하는 무공훈장의 5등급에 속하는 훈장. 수(綬)는 소수(小綬)이며, 하늘색 바탕에 백색 줄이 두 줄 있다. 인헌(仁憲)은 고려시대 강감찬(姜邯贊) 장군의 시호(諡號)이다.

## 무공훈장 등급
- 1등급  태극무공훈장(太極武功勳章, Taegeuk Order of Military Merit)
  - 1963년까지 금성 태극무공훈장, 은성 태극무공훈장, 무성 태극무공훈장으로 세분화 되어있었다.
- 2등급  을지무공훈장(乙支武功勳章, Eulji Order of Military Merit) 
  - 1963년까지 금성 을지무공훈장, 은성 을지무공훈장, 무성 을지무공훈장으로 세분화 되어있었다.
- 3등급  충무무공훈장(忠武武功勳章, Chungmu Order of Military Merit) 
  - 1963년까지 금성 충무무공훈장, 은성 충무무공훈장, 무성 충무무공훈장으로 세분화 되어있었다.
- 4등급  화랑무공훈장(花郎武功勳章, Hwarang Order of Military Merit) 
  - 1963년까지 금성 화랑무공훈장, 은성 화랑무공훈장, 무성 화랑무공훈장으로 세분화 되어있었다.
- 5등급 인헌무공훈장(仁憲武功勳章, Inheon Order of Military Merit) 
  - 1963년에 추가되었다.

## 수훈자
- 윤장호[2]

## 기타
군견(軍犬) 린틴, 군견(軍犬) 헌트, 군견(軍犬) 노도 이렇게 지금까지 군견(軍犬) 3마리가 인헌무공훈장을 수여받았다는 정보가 인터넷에 퍼져있지만 행정안전부 상훈담당관실에 민원으로 확인 결과 다음과 같은 답변에 의거 잘못된 정보임이 판명되었다.
- 행정안전부 상훈담당관실의 민원 답변

```
"대한민국 정부포상은 헌법, 상훈법, 정부표창규정(대통령령), 정부포상업무지침을 근거로 하여 운영되고 있으며, 그 대상은 대한민국에 뚜렷한 공적을 세운 사람'으로 규정(상훈법 제2조)하고 있습니다."
```

```
"현재까지 동물에게 대한민국 훈장이 수여된 사실이 없으며, 군견(린틴, 헌트, 노도)에게 무공훈장이 수여됐다는 인터넷 정보는 잘못되었음을 알려드립니다."
```